# Pratt & Whitney R-4360 Wasp Major
El Pratt & Whitney R-4360 Wasp Major fue un gran motor de avión radial de pistones, diseñado y construido durante la II Guerra Mundial. Fue el último de la familia Pratt & Whitney Wasp y la culminación de la tecnología de motor con pistones, pero la guerra terminó antes que este pudiera ser utilizado en aviones en combate.

## Variantes
- R-4360-4     - 2.650 cv (1.976 kW)
- R-4360-25    - 3.000 cv (2.237 kW)
- R-4360-20    - 3.500 cv (2.610 kW)
- R-4360-41    - 3.500 cv (2.610 kW)
- R-4360-B3    - 3.500 cv (2.610 kW)
- R-4360-53    - 3.800 cv (2.834 kW)
- R-4360-51VDT - 4.300 hp (3.210 kW)

### Desarrollos relacionados
- Pratt & Whitney R-1340 Wasp
- Pratt & Whitney R-1830 Twin Wasp
- Pratt & Whitney R-1535 Twin Wasp Junior
- Pratt & Whitney R-2180 Twin Wasp E
- Pratt & Whitney R-2800 Double Wasp

### Motores similares
- BMW 803
- Napier Sabre
- Shvetsov ASh-73
- Wright R-3350